# Sam DeCavalcante
Sam DeCavalcante, pseudonimo di Simone Rizzo DeCavalcante, detto Sam the Plumper (Brooklyn, 3 marzo 1912 – Miami, 7 febbraio 1997), è stato un mafioso statunitense, boss della famiglia DeCavalcante.

## Biografia
Figlio di immigrati italiani, Maria Antoinette (Occhipinti) e Frank Rizzo Di Cavalcante, Simone Paul Rizzo DeCavalcante nacque nel quartiere di Brooklyn, a New York, e crebbe a Trenton, nel New Jersey. La sua data di nascita è stata riportata come il 30 aprile, con alcuni documenti che indicano il 1912 e altri il 1913.

## Carriera criminale

### Boss del New Jersey
Dopo il ritiro del boss Nicholas Delmore (vero nome Nicholas Amoruso), avvenuto tra il 1960 e il 1964, DeCavalcante prese il suo posto alla guida della famiglia. Poco dopo, svolse il ruolo di intermediario tra la Commissione e la famiglia criminale Bonanno, in seguito allo scoppio della cosiddetta "Guerra dei Bonanno" tra le Cinque Famiglie di New York.
Sotto la leadership di DeCavalcante, la mafia del New Jersey si trasformò da un gruppo disorganizzato e segnato da continue lotte interne in una famiglia criminale unita e redditizia. Raddoppiò anche il numero degli affiliati ufficiali (i cosiddetti "uomini d’onore") della famiglia.
Modificò alcuni elementi tradizionali del rituale di iniziazione mafiosa, eliminando l’uso della pistola, del coltello e del santino bruciato, poiché, secondo quanto riferito da Vincent "Vinny Ocean" Palermo, "non lo riteneva necessario". Nonostante queste modifiche, DeCavalcante affermava con orgoglio che non vi fosse alcuna differenza tra la mafia del New Jersey e le Cinque Famiglie di New York, dichiarando: "Cosa Nostra è Cosa Nostra. Un Amico Nostro è un Amico Nostro."
Gestiva attività illecite come il gioco d’azzardo, l'usura e il racket sindacale in New Jersey, e aveva anche interessi nel redditizio mercato della pornografia in due stati. Pur risiedendo nel quartiere Lawrenceville, operava principalmente a Newark e comandava un'organizzazione composta da circa 60 affiliati attivi nell’area del New Jersey, di New York e del Connecticut.
La sua attività lecita di facciata era la Kenilworth Plumbing and Heating Co., un negozio di forniture idrauliche a Kenilworth. Con sua moglie Mary (nata Abrams; 1912–1988), ebbe tre figli: Frank (1942–2020), Robert (1944–1995) e Carl. In seguito si trasferì al numero 1015 di Mercer Street, a Princeton.
La proprietà del negozio di forniture idrauliche gli valse il soprannome di "Sam the Plumber", anche se lui preferiva essere chiamato "Il Conte", appellativo che derivava dalla sua affermazione di essere figlio di un marchese italiano. Era noto anche con il soprannome di "The Claw" ("L'Artiglio"), per la sua fama di spietato usuraio.

### I "DeCavalcante Papers"
Dal 1961 al 1965, Simone DeCavalcante fu oggetto di un’indagine dell’FBI conosciuta come “Goodfella Tapes” o “DeCavalcante Papers”. L’FBI installò microfoni e dispositivi di intercettazione in quattro località tra il New Jersey e la Pennsylvania, tra cui l’ufficio della sua azienda di forniture idrauliche, la Kenilworth Plumbing Supply. Le registrazioni rivelarono dettagli approfonditi sulle operazioni quotidiane della mafia e su crimini come racket sindacale, corruzione, usura e omicidi.
Le altre località sorvegliate includevano la Best Sales Co. a Newark (controllata da Gerardo Catena), la Penn Jersey Vending Co. a Philadelphia (di proprietà di Angelo Bruno) e un edificio noto come "The Barn", dietro a un ristorante lungo la U.S. Route 22 a Mountainside. L’indagine confermò le dichiarazioni del pentito Joe Valachi, che fornì informazioni cruciali su Cosa Nostra e rivelò l’esistenza della cosiddetta Commissione. Un funzionario del Dipartimento di Giustizia descrisse i “DeCavalcante Papers” come un rapporto importante quanto le rivelazioni di Valachi.
Durante le intercettazioni, DeCavalcante si riferiva spesso a sé stesso come il “padre” (boss) della sua borgata (famiglia mafiosa). Tuttavia, poiché non fu emesso alcun mandato giudiziario per quelle intercettazioni, i nastri non poterono essere utilizzati per incriminarlo.
Tra gli otto omicidi discussi da DeCavalcante e i suoi associati, figurano l’uccisione nel 1951 di Willie Moretti a Cliffside Park e l’assassinio con una granata a mano di Charles “Cadillac Charlie” Cavallaro a Youngstown, Ohio, nel 1962. In una conversazione del 23 febbraio 1963 con Angelo DeCarlo e altri, DeCavalcante definì il metodo usato per l’omicidio di Moretti come “di cattivo gusto”. I quattro condannarono anche il modo in cui fu eliminato Cavallaro, poiché l’esplosione causò la morte anche del figlio di quattro anni. Da allora, l’uso delle granate fu vietato dalla mafia.
In un'altra conversazione del 1964, DeCavalcante e due uomini discutevano su vari metodi per disfarsi di un cadavere, menzionando presse per auto, compattatori di rifiuti e perfino un dispositivo in grado di trasformare un corpo umano in una “polpetta”. Nel 1965, vietò l’omicidio di un operaio afroamericano che aveva aggredito con una pala il figlio di un mafioso, temendo che, essendo il lavoratore un membro dei Black Muslim, l’omicidio potesse scatenare un conflitto tra la Nation of Islam e la mafia.
Oltre agli omicidi, le intercettazioni rivelarono episodi di corruzione politica e legami tra mafiosi e funzionari pubblici del New Jersey. Pochi giorni prima che Thomas G. Dunn fosse eletto sindaco di Elizabeth, questi si recò da DeCavalcante nel suo ufficio a Kenilworth, il 23 ottobre 1964. Durante l’incontro, Dunn disse: “Se puoi in qualche modo raggiungere [due nomi oscurati], digli di tenere la bocca chiusa... Questa storia potrebbe rovinarmi all’ultimo minuto.” DeCavalcante promise sostegno alla campagna elettorale e chiese: “Pensi che potremmo ottenere qualche lavoro pubblico?” Dunn rise e rispose: “Be’, forse.” In una dichiarazione del 10 giugno 1969, Dunn affermò che DeCavalcante non gli aveva chiesto nulla di illegale e che non aveva più avuto contatti con lui, negando qualsiasi influenza mafiosa sulla sua amministrazione e dichiarando di non essere a conoscenza delle sue attività criminali.
Altri funzionari coinvolti furono Cornelius Gallagher, membro della Camera dei Rappresentanti degli Stati Uniti. Nel gennaio 1965, DeCavalcante e Joseph “Bayonne Joe” Zicarelli incontrarono Emanuel Riggi, un presunto mafioso che il governo stava cercando di espellere. Zicarelli suggerì di contattare il deputato Gallagher, che “avrebbe potuto favorire una decisione favorevole” qualora il caso fosse arrivato a Washington. Gallagher, accusato di avere legami con la mafia dal 1960, negò ogni coinvolgimento.
DeCavalcante discusse anche della corruzione nelle forze dell’ordine con DeCarlo. Due capi della polizia menzionati furono John Ellmyer Jr. di Edison e Ralph C. Petrone di New Brunswick. In una conversazione del 4 febbraio 1965, parlando di una bisca illegale organizzata da un certo “Mickey”, DeCavalcante disse che Mickey aveva ricevuto l’ok da Ellmyer ma aveva bisogno di un contatto all'interno della contea. Il contatto sarebbe stato fornito da Dutch Mele, un ex giocatore di baseball diventato proprietario di taverne a Edison.
In alcune registrazioni, DeCavalcante espresse amarezza per la decisione di Carlo Gambino di nominare Joseph Colombo membro della Commissione, sperando invece che fosse la sua famiglia a diventare la “Sesta Famiglia”. Parlando con il suo sottocapo Frank Majuri, disse: “[Colombo] sta come un bambino accanto a Carl [Gambino] tutto il tempo. Fa qualsiasi cosa lui voglia.” E poi aggiunse: “A volte, Frank, più cose vedi, più resti deluso. Onestà, rispetto… tutte sciocchezze.”
Le microspie rivelarono anche relazioni extraconiugali con la sua segretaria e altre donne. Majuri lo avvertì: “Non dovresti andare in giro, Catena e Gambino non lo fanno.” Il 13 giugno 1969, dopo che le trascrizioni furono rese pubbliche in tribunale, un giornalista del New York Times si presentò a casa DeCavalcante, a Princeton Township. La moglie Mary rispose: “Se non ti dispiace, preferirei non parlarne. Capisco che tu stia facendo il tuo lavoro, ma spero capirai i miei sentimenti.”

### Accuse e arresti
Si ritiene che nel 1966, durante un periodo di sei settimane, DeCavalcante abbia orchestrato un piano per estorcere migliaia di dollari agli organizzatori di un gioco d’azzardo illegale con i dadi, nella cittadina di Trevose, Pennsylvania, nei sobborghi di Filadelfia. Il 28 settembre dello stesso anno, avrebbe inviato due mafiosi di Brooklyn, Daniel Annunziata e Gaetano “Corky” Vastola, per inscenare un finto colpo di scena: fingere di scoprire che i dadi erano truccati e poi rapinare i giocatori chiedendo 20.000 dollari, proponendo infine DeCavalcante come mediatore del conflitto. Quattro giocatori furono rapinati sotto la minaccia delle armi in un motel locale. Seguì una serie di tre incontri, uno presso la ditta di DeCavalcante a Kenilworth, uno in una tavola calda a Lawrence Township, e un altro in un secondo motel a Trevose. Alla fine, fu concordato un risarcimento di 12.000 dollari. Per il suo ruolo di “arbitro”, DeCavalcante ricevette 3.800 dollari.
Il 13 dicembre 1967, DeCavalcante comparve davanti alla Corte municipale di Trenton insieme al boss della famiglia criminale di Filadelfia, Angelo Bruno, per rispondere all’accusa di aver falsificato domande per ottenere patenti di guida nel New Jersey.
Il 21 marzo 1968, DeCavalcante, Vastola e Annunziata furono arrestati e incriminati con l'accusa di aver violato le leggi federali sull’estorsione, dopo un’indagine durata 17 mesi. L’arresto di DeCavalcante avvenne presso la sua azienda di impianti idraulici e riscaldamento a Kenilworth, dove l’FBI sequestrò tre pistole e un fucile.
Il 18 luglio dello stesso anno, fu nuovamente arrestato con l’accusa di possesso illegale di una pistola calibro .38, rubata durante un furto a Fairless Hills, Pennsylvania. Anche quell’arma era tra quelle sequestrate dall’FBI nel suo ufficio.

## Processo e condanne
Nel tentativo di scoprire se gli uffici del suo cliente fossero stati intercettati illegalmente, l’avvocato di DeCavalcante, Sidney “Chris” Franzblau, chiese che venisse presentata una cosiddetta "mozione di discovery". Il 17 gennaio 1969, fu chiamato a testimoniare il Vice Procuratore Generale William J. Brennan Jr. riguardo a eventuali sorveglianze elettroniche.
Il 10 giugno 1969, l'avvocato dell'accusa, David M. Satz Jr., rese pubbliche 2.300 pagine di trascrizioni, note come i “DeCavalcante Papers”. Le intercettazioni, però, erano inutilizzabili come prove perché effettuate illegalmente tra il 1961 e il 1965, dunque prima dei fatti contestati nel 1966. Il governo sostenne comunque che tali intercettazioni non fossero alla base delle incriminazioni.

### Il maxi-processo sul gioco d’azzardo
Il 16 dicembre 1969, DeCavalcante fu tra le 55 persone incriminate da un gran giurì federale in relazione a un vasto racket del gioco d’azzardo, con un giro d’affari annuo da 20 milioni di dollari, tra Newark e Troy (New York). Il 2 gennaio 1970, fu formalmente accusato. Il giorno successivo partecipò al matrimonio del figlio Carl con Cynthia Ann Snyder, a Trenton. Nonostante inizialmente avesse vietato ai giornalisti di accedere alla cerimonia, alla fine li invitò al ricevimento, dicendo: “Bevete e mangiate come noi, a spese mie, ma non voglio che nessuno dei miei ospiti si senta a disagio”. Agenti in borghese fotografarono comunque l’evento dall’esterno.
Il 6 gennaio 1970, il nuovo avvocato dell'accusa, Frederick B. Lacey, rilasciò fisicamente le trascrizioni dei “DeCavalcante Papers”. L’avvocato Franzblau fu ritenuto responsabile della loro divulgazione pubblica, avendo dimenticato di chiedere che fossero riservate solo alla difesa. DeCavalcante lo licenziò e assunse l’avvocato Raymond A. Brown, il quale chiese di posticipare l’inizio del processo per potersi preparare. In aprile, durante un altro processo possesso illegale di armi, DeCavalcante si ammalò e il procedimento fu sospeso.

### La condanna e l'appello
Durante il processo per cospirazione a fini estorsivi a Newark, l’accusa sostenne che fosse stato DeCavalcante a ideare tutto il piano. Un testimone, Kenneth Martin, affermò che DeCavalcante aveva negoziato l’accordo da 12.000 dollari e ricevuto 3.800 per il suo ruolo. La difesa non presentò testimoni né prove, ma si affidò alla discussione finale. DeCavalcante si dichiarò innocente, dicendo di essere stato “incastrato” e di aver agito solo come mediatore.
Il 24 settembre 1970 fu riconosciuto colpevole di tre capi d’imputazione. Aveva 57 anni. Accolse il verdetto “senza reazioni”, secondo il New York Times. I coimputati furono condannati per un capo ciascuno. La cauzione fu fissata a 50 000 dollari. Il 2 ottobre 1970 fu condannato a 15 anni di carcere.

### Nuove condanne
Nel gennaio 1971, DeCavalcante si dichiarò colpevole di aver cospirato per gestire il racket del gioco d’azzardo Newark-Troy, in un'udienza segreta. Il patteggiamento fu reso pubblico solo in seguito, per non influenzare i procedimenti degli altri imputati.
Il 10 marzo 1971, la Corte d’Appello di Philadelphia annullò la condanna del 1970 per insufficienza di prove. Due accuse furono eliminate e per la terza fu ordinato un nuovo processo. Anche i coimputati Annunziata e Vastola furono assolti. DeCavalcante chiese la scarcerazione immediata, ma la richiesta fu respinta perché doveva ancora essere condannato per il caso del gioco d’azzardo. Il 15 marzo 1971 ricevette una condanna a 5 anni di carcere e una multa da 10.000 dollari. Infine, il 17 agosto 1971, fu nuovamente incriminato per il possesso dell’arma rubata, sequestrata nel 1968.

## Gli ultimi anni

### La vita in carcere e il rilascio
Durante la sua detenzione presso il Penitenziario Federale di Atlanta, DeCavalcante si distinse per il suo impegno come infermiere nel sistema carcerario. Il dottor Joseph Alderote, responsabile sanitario della prigione, lo elogiò in un rapporto definendolo "uno dei migliori infermieri detenuti che io abbia mai avuto sotto la mia supervisione in tre anni". Alderote sottolineò anche il suo “sincero interesse” verso i pazienti anziani e affetti da patologie croniche ricoverati nella struttura.
Nonostante in precedenza gli fosse stata negata la libertà condizionale, il 20 dicembre 1973 DeCavalcante fu rilasciato anticipatamente per buona condotta, dopo aver scontato più della metà della sua pena di cinque anni. Secondo un portavoce del Federal Bureau of Prisons di Washington D.C., la decisione fu influenzata sia dal comportamento esemplare come infermiere che dal fatto che aveva già scontato circa sei mesi per la precedente condanna per estorsione, poi annullata in appello.

### Problemi con il codice della strada
Nella primavera del 1974 fu fermato dalla polizia stradale del New Jersey mentre guidava la sua Cadillac sull'interstatale 287, vicino a Harding. Viaggiava a 77 miglia orarie in una zona con il limite di 55, e fu quindi multato per eccesso di velocità. Il procedimento fu inizialmente rinviato poiché DeCavalcante si trovava in Florida, e successivamente a causa di una bronchite. Tuttavia, il 16 luglio 1975, il giudice Marius Grosso rifiutò una terza richiesta di rinvio, dopo che un agente dichiarò di averlo visto alla guida in buone condizioni. DeCavalcante non si presentò all'udienza e fu multato per un totale di 22 dollari (12 per la violazione e 10 di spese processuali).
Non era la sua prima infrazione stradale: già nell’agosto del 1969 era stato multato dal tribunale municipale di Princeton Township per aver superato il limite di velocità in Mercer Road, nei pressi della sua abitazione.

### Il ritiro e i progetti in Florida
Nel 1976 DeCavalcante si trasferì definitivamente in Florida. Quattro anni dopo, nel 1980, passò ufficialmente il controllo della famiglia criminale a Giovanni "John the Eagle" Riggi e si ritirò a Miami Beach. In quel periodo cominciò a pianificare la costruzione di un casinò-resort legale nel sud della Florida. Tuttavia, il progetto fu abbandonato dopo che un referendum del 1986 respinse la legalizzazione del gioco d’azzardo nello stato.

## Morte
DeCavalcante morì per cause naturali il 7 febbraio 1997, all'età di 84 anni, in un ospedale di Fort Lauderdale, in Florida. È sepolto al cimitero di Green-wood, situato a Hamilton, nel New Jersey.